# Harshani Fernando
M. A. N. Harshani Fernando (singhalesisch හර්ෂනී ප්‍රනාන්දු, * 15. März 2000) ist eine sri-lankische Sprinterin, die sich auf den 400-Meter-Lauf spezialisiert hat.

## Sportliche Laufbahn
Erste Erfahrungen bei internationalen Meisterschaften sammelte Harshani Fernando im Jahr 2023, als sie bei den Asienmeisterschaften in Bangkok mit der sri-lankischen 4-mal-400-Meter-Staffel in 3:33,27 min gemeinsam mit Nadeesha Ramanayake, Lakshima Mendis und Tharushi Karunarathna die Silbermedaille hinter dem vietnamesischen Team gewann und damit einen neuen Landesrekord aufstellte. 2025 belegte sie mit der Staffel in 3:40,62 min den fünften Platz bei den Hallenweltmeisterschaften in Nanjing. Im Mai verpasste sie bei den World Athletics Relays in Guangzhou die Qualifikation in der Mixed-Staffel über 4-mal 400 Meter für die Weltmeisterschaften in Tokio. Anschließend schied sie bei den Asienmeisterschaften in Gumi mit 53,81 s in der Vorrunde über 400 Meter aus und gewann mit der Frauenstaffel und mit der Mixed-Staffel in 3:36,67 min und 3:21,95 min jeweils die Bronzemedaille.

## Persönliche Bestleistungen
- 400 Meter: 53,16 s, 8. März 2025 in Diyagama